# Пригоди Аміра та Закіра
"Пригоди Амiра та Закiра" - узбецький мальований мультсерiал 2010 року, створений режисёром Ахмедом Жасмiновим. 

## Творець
- Режисёр-постановник: Ахмед Жасмiнов
- Сценарист: Хасан Валербеков
- Оператор-постановник: Юнус Файзуллаев
- Художник-постановник: Гербет Ахмадоров
- Композитор: Омар Белеев
- Директор картини: Б. Хасанов

## Сюжет
Всi сiрii мультсерiалу вийшли в 2010 роцi. Амiр - школяр 17 рокiв, а Закiр - ледар. Вони потрапляють у рiзнi ситуацii пiд час пригод. 